# El Santo
Rodolfo Guzmán Huerta (23 tháng 9 năm 1917 – 5 tháng 2 năm 1984), còn được biết tới với danh hiệu El Santo (Vị Thánh), là một võ sĩ đô vật chuyên nghiệp, diễn viên điện ảnh, anh hùng dân tộc Mỹ Latinh (lucha libre) người México. Ông cũng là một diễn viên nổi tiếng và là một biểu tượng trong văn hóa đại chúng México.
El Santo cùng với Blue Demon và Mil Máscaras là 3 đô vật lucha libre nổi tiếng nhất của México và được xem là "huyền thoại" của thể thao đất nước này Sự nghiệp đô vật của ông kéo dài đến 5 thập kỷ, và trong thời gian đó hình ảnh El Santo trở thành một biểu tượng "anh hùng", hình tượng của chính nghĩa trong văn hóa, truyền thông đại chúng, thông qua sự xuất hiện của "siêu anh hùng" El Santo trong truyện tranh và phim ảnh. Ông được cho là người đã truyền bá rộng rãi môn đô vật chuyên nghiệp tại México giống như Rikidozan truyền bá môn này ở Nhật Bản.
Con trai út của Guzmán, Jorge Guzmán Rodríguez, nối nghiệp cha với danh hiệu El Hijo del Santo (Con trai của Thánh). Jorge Guzmán Rodríguez nghỉ hưu vào năm 2014, mà một người con trai của ông tiếp tục nối nghiệp cha và ông nội của mình với danh hiệu El Nieto del Santo (Cháu của Thánh).

## Thiếu thời
Rodolfo Guzmán Huerta sinh ngày 23 tháng 9 năm 1917 ở Tulancingo, bang Hidalgo của México. Ông là con trai thứ năm của Jesús Guzmán Campuzano và Josefina Huerta (Márquez) trong 1 gia đình 7 anh chị em. Gia đình của Rodolfo đến thủ đô là Thành phố México trong thập niên 1920 và định cư tại khu Tepito. Rodolfo từng chơi bóng chày và bóng bầu dục, nhưng sau đó bắt đầu cảm thấy hứng thú với đô vật. Đầu tiên ông học nhu thuật, sau đó học đô vật cổ điển.

## Sự nghiệp

### Sự nghiệp ban đầu

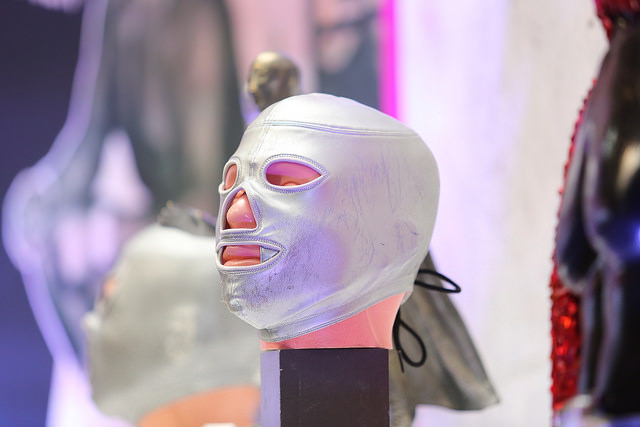
Mặt nạ ban đầu của El Santo, trưng bày trong một sự kiện của Chính quyền thành phố Mexico, năm 2016.

Có nhiều giả thuyết khác nhau nói về lúc Rodolfo Guzmán bắt đầu thi đấu đô vật chuyện nghiệp, có nguồn nói là tại Nhà thi đấu Peralvillo Cozumel vào ngày 28 tháng 6 năm 1934, có nguồn nói tại Deportivo Islas ở khu dân cư Guerrero tại thủ đô México năm 1935. Nhưng có điều chắc chắn là từ nửa cuối thập niên 1930 ông đã tham gia đô vật chuyên nghiệp, sử dụng các biệt danh như Rudy Guzmán, El Hombre Rojo (Người Đỏ), El Demonio Negro (Con Quỷ Đen), và El Murcielago II (Con Dơi II), biệt danh cuối cùng đặt dựa theo danh hiệu của đô vật Jesus Velazquez, người được gọi là "con dơi" (El Murcielago) vì lối đô vật đặc trưng của mình. Tuy nhiên sau đó Velazquez khiếu nại và cơ quan chủ quản tuyên bố Guzmán không được sử dụng danh hiệu này nữa.

### El Santo
Đầu thập niên 1940, Rodolfo Guzmán kết hôn với María de los Ángeles Rodríguez Montaño (Maruca). Họ có với nhau 10 mặt con, đó là Alejandro, María de los Ángeles, Héctor Rodolfo, Blanca Lilia, Víctor Manuel, Miguel Ángel, Silvia Yolanda, María de Lourdes, Mercedes, và Jorge. Người con út Jorge về sau nối nghiệp cha và sử dụng danh hiệu El Hijo del Santo (Con trai của Thánh).
Năm 1942, người quản lý của Rodolfo là Don Jesús Lomelí quyết định thành lập một đội đô vật gồm toàn những thành viên mang trang phục màu bạc, và Rodolfo là một trong những thành viên của đội. Lomelí đề xuất 3 tên gọi cho đội là El Santo (Vị Thánh), El Diablo (Con Quỷ), và El Angel (Thiên Sứ). Rodolfo đã chọn tên "El Santo". Thế là ngày 26 tháng 6, Rodolfo chính thức sử dụng tên hiệu "El Santo" trên võ đài, và đây là danh hiệu sẽ đi theo ông suốt đời.
Một trong những trận đấu quan trọng nhất trong sự nghiệp của Santo diễn ra vào năm 1952, khi đội của Santo thi đấu trước một đội đô vật tên là Los Hermanos Shadow (bao hàm các thành viên nổi danh như Blue Demon và Black Shadow). Trong trận này, Santo đánh bại và lột mặt nạ của Black Shadow, sự kiện đó khiến Blue Demon thay đổi lối thi đấu, chuyển sang trường phái técino (tức võ sĩ đóng vai "thiện" và sử dụng nhiều đòn thế kỹ thuật hơn là ỷ vào sức khỏe). Trận đấu này cũng bắt đầu giai đoạn kình địch giữa Santo và Blue Demon, kết thúc khi Blue Demon đánh bại Santo trong các trận đấu vào năm 1952 và 1953. Đó là một thất bại mà Santo không thể quên được, và sự kình địch của hai võ sĩ này còn kéo dài về sau mặc dù hai người từng cùng nhau hợp tác trong một vài bộ phim điện ảnh.

### Nghỉ hưu
Đến đầu thập niên 1980, hoạt động trên võ đài của El Santo giảm dần và cuối cùng ông tuyên bố giải nghệ. Chuyến lưu diễn cuối cùng của Santo diễn ra vào tháng 8 và tháng 9 năm 1982, trong đó trận đấu đầu tiên của chuỗi sự kiện này diễn ra vào ngày 22 tháng 8 năm 1982 ở Palacio de los Deportes tại thủ đô México. Trong trận đấu đó, Santo thi đấu cùng 1 đội với El Solitario chống lại đội của Villano III và Rokambole, kết quả dĩ nhiên là Santo thắng. Khi trận đấu kết thúc, đối thủ Villano và Rokamble đã cõng El Santo lên vai, và nhân vật chính của trận đấu nhận được sự hoan nghênh nhiệt liệt của khán giả. Ngày chủ nhật kế đó, El Santo thi đấu tại Arena México khi ông cùng với Gran Hamada đánh bại Villano I và Scorpio, Jr. Trận đấu cuối cùng của Santo diễn ra vào ngày 12 tháng 9 năm 1982, một tuần trước kỷ niệm sinh nhật lần thứ 65 của ông. Trận cuối cùng, Santo cùng với đội La Pareja Atómica của Gory Guerrero (bao gồm Gory, Huracán Ramirez và El Solitario) thi đấu với kình địch của mình là Perro Aguayo cùng với các tay đấu khác là El Signo, Negro Navarro và El Texano. El Santo thắng luôn cả trận thứ ba, và chính thức giải nghệ với vị thế là một người hùng. Trong chuyến lưu diễn cuối cùng này, ông cũng giới thiệu người con út Jorge trước công chúng, đấu sĩ sẽ kế tục sự nghiệp của mình với danh hiệu El Hijo del Santo.

## Qua đời
Một năm sau khi giải nghệ, Santo xuất hiện trên chương trình truyền hình Contrapunto vào cuối tháng 1 năm 1984, và ông cởi chiếc mặt nạ của mình ra trong một khoảng thời gian ngắn, vừa đủ để khán giả nhìn thấy dung mạo thật của mình - đây là một động thái chào tạm biết tới những người hâm mộ. Đây là sự kiện duy nhất cho thấy Santo để lộ dung mạo thật của mình trước công chúng. Không lâu sau đó, Santo qua đời do một cơn đau tim khi đang trình diễn trong một chương trình vào ngày 5 tháng 2 năm 1984, lúc 9 giờ 40 phút tối. Theo di nguyện của mình, ông được an táng với chiếc mặt nạ bạc che kín dung mạo của mình. Tang lễ của Santo được coi là một trong những đám tang lớn nhất tại México khi hàng nghìn người hâm mộ và bằng hữu đến viếng "Người mang mặt nạ bạc" (el Enmascarado de Plata) lần cuối cùng, trong đó có cả các huyền thoại đô vật như Blue Demon và Mil Máscaras. Một tượng dài của El Santo đã được dựng lên ở quê nhà Tulancingo sau khi ông mất, và nhiều tượng đài El Santo cũng được xây dựng trong thời gian sau đó.

## Ảnh hưởng văn hóa
El Santo không chỉ là một đô vật nổi tiếng. Trong sự nghiệp kéo dài 4 thập kỷ của mình, ông còn gây dựng được vị thế là một biểu tượng văn hóa, một hình tượng "anh hùng" dân gian và là biểu tượng của chính nghĩa trong văn hóa đại chúng México. Có một vài nguyên nhân khiến Santo gặt hái được thành công như vậy: thứ nhất, ông thay đổi phong cách thi đấu từ "ác" sang "thiện" vào thập niên 1960, thứ hai, ông tham gia diễn xuất trong 52 bộ phim nổi tiếng trong cộng đồng nói tiếng Tây Ban Nha trên thế giới, và thứ ba, ông là nhân vật chính trong một truyện tranh "siêu nhân" kéo dài suốt 35 năm. Trong tình hình cuộc sống trắc trở, nhiều bất cập, hình tượng anh hùng trừ gian diệt bạo như El Santo thể hiện là một mơ ước của người dân. Đồng thời, hình ảnh "một người thật" như El Santo xuất hiện trên phim - chứ không phải một nhân vật giả tưởng như siêu nhân - là một trong những nhân tố gây được cảm tình của người hâm mộ.
| “             | Ông không có một danh tính bí mật nào. Ông luôn là Santo. Ông không phải là một nhân vật giả tưởng, ông là người thật. Ông không giống như George Reeves đóng vai siêu nhân và sau đó xuất hiện trước công chúng, ông là El Santo thật. Công thức của một bộ phim Lucha Libre kinh điển đó là nhân vật anh hùng vừa là một đô vật vừa là một người trừ gian diệt bạo. Điều khiến nó khác với các bộ phim siêu anh hùng thông thường là, thay vì nhân vật chính có một danh tính thật bí mật, danh tính thật của nhân vật chính là người võ sĩ đô vật. Cốt truyện của phim lan tỏa ra các trận đấu võ đài. Bạn có một sự phân đôi giữa một đô vật chuyên nghiệp với một người trừ gian diệt bạo. Ông là một con người thật. Bạn có thể thấy ông trong phim, trên ti vi, trên võ đài, và mua cuốn truyện tranh nói về cuộc phiêu lưu của ông. Ông không chỉ là một nhân vật giả tưởng, ông là một con người thật. Ông không chỉ là một nhân vật trong phim mà là người thật bằng xương bằng thịt. Điểm khác biệt của ông là ông không phải người đóng một vai diễn, ông sống cả đời mà không thể để lộ dung mạo của mình. Ảnh hưởng của ông trong văn hóa México thật to lớn. | ” |
| — David Wilt, | |   |

Santo và gia đình luôn luôn giữ bí mật dung mạo thật của mình. Ông luôn xuất hiện trước công chúng với chiếc mặt nạ màu bạc. Ông cũng không bắt các chuyến bay chung với đoàn làm phim vì không muốn ai thấy dung mạo của mình khi phải cởi mặt nạ trình diện trước hải quan, và nếu có người đi chung ông bảo họ cố gắng đừng nhìn về phía ông. Sau khi qua đời, ông được an táng khi mang một chiếc mặt nạ, và khi tạp chí điện ảnh SOMOS đăng các hình chụp dung mạo thật của Santo, gia đình ông đã lên tiếng phản đối và đe dọa kiện tờ báo. Lần duy nhất ông để lộ dung mạo thật trước công chúng là vào một buổi phỏng vấn ngày 26 tháng 1 năm 1984, trên chương trình truyền hình Contracepto, khi ông chủ động cởi bỏ chiếc mặt nạ và để lộ dung mạo thật của một người đàn ông lớn tuổi, trải qua nhiều sương gió.
Ngày giỗ của El Santo được xem như là một ngày lễ tưởng niệm không chính thức tại México.
Huyền thoại về "người mang mặt nạ bạc" El Santo vẫn còn tiếp tục trên võ đài cũng như ngoài võ đài. Người con út của El Santo, Jorge Guzmán, tiếp tục sự nghiệp của cha mình dưới cái tên El Hijo del Santo và vận bộ đồ màu bạc hệt như cha. Trong khi Santo con không trở thành biểu tượng văn hóa như Santo cha, ông được cho là có tài năng hơn trong nghiệp đô vật.
Đầu thập niên 1960, một nữ võ sĩ tên là Irma González dưới sự cho phép của Santo đã sử dụng chiếc mặt nạ bạc để thi đấu dưới tên gọi La Novia del Santo ("Cô dâu của Thánh"). Trước đây Irma González theo lời hứa với hôn phu đã giải nghệ, nhưng sau một thời gian đã thi đấu trở lại vì không cưỡng được sức hút của nghề đô vật. 7 tháng sau, Irma chính thức kết hôn và cô cũng chính thức giải nghệ. Ít lâu sau, một nam đô vật đồng tính luyến ái cũng thi đấu với cái tên này, nhưng Santo khiếu nại và không cho anh ta sử dụng tên hiệu "Santo".
Một trong 25 người cháu của El Santo cũng thi đấu đô vật dưới biệt danh El Nieto del Santo ("Cháu của Thánh"). Tuy nhiên, El Hijo del Santo đã ngăn cản người này sử dụng danh hiệu "Santo cháu" vì ông dự tính sẽ cho con trai của mình sử dụng tên hiệu đó. Vì vậy, người đô vật này đã sử dụng biệt danh chính thức là "Axxel" và chỉ sử dụng biệt hiệu "Santo cháu" trong những trường hợp không chính thức để tránh kiện tụng. Giống như các thế hệ Santo, Axxel thi đấu với mạt nạ màu bạc và trang phục màu bạc, nhưng ông vận thêm các sọc đen và phần đầu gối màu đen để tránh "vi phạm bản quyền". Vào tháng 8 năm 2012, tòa án đã phán quyết cho phép Axxel được thi đấu với tên hiệu "Santo cháu".

## Sự nghiệp điện ảnh
Santo từng tham gia đóng 52 bộ phim, bao gồm:
- Santo contra el cerebro del mal (Santo vs. the Evil Brain, 1958)[13][14]
- Santo contra hombres infernales (Santo vs. the Infernal Men, 1958)[13][14]
- Santo contra los zombies (Santo vs. the Zombies, 1961) còn gọi là Invasion of the Zombies (lồng tiếng Anh)[13][14]
- Santo contra el rey del crimen (Santo vs. The King of Crime, 1961)[13][14]
- Santo en el hotel de la muerte (Santo in the Hotel of Death, 1961)[13][14]
- Santo contra el cerebro diabolico (Santo vs. the Diabolical Brain, 1962)[13][14]
- Santo contra las mujeres vampiro (Santo vs. The Vampire Women, 1962) còn gọi là Samson vs. the Vampire Women (lồng tiếng Anh)[13][14]
- Santo en el museo de cera (Santo in the Wax Museum, 1963) còn gọi là Samson in the Wax Museum (lồng tiếng Anh)[13][14]
- Santo contra el estrangulador (Santo vs. the Strangler, 1963)[13][14]
- El espectro del estrangulador (Santo vs. the Ghost of the Strangler, 1963)[13][14]
- Blue Demon contra el poder satánico (Blue Demon vs. Satanic Power, 1964) (vai phụ)[13][14]
- Santo en Atacan las brujas (Santo in "The Witches Attack", 1964) còn gọi là Santo en la casa de las brujas'[13][14]
- Santo en el hacha diabólica (Santo in "The Diabolical Axe", 1964)[13][14]
- Santo en los profanadores de tumbas (Santo in "The Grave Robbers", 1965)[13][14]
- Santo en el Barón Brakola (Santo in "Baron Brakola", 1965)[13][14]
- Santo contra la invasión de los marcianos (Santo vs. the Martian Invasion]], 1966)[13][14]
- Santo contra los villanos del ring (Santo vs. the Villains of the Ring, 1966) (phim trắng đen cuối cùng của Santo)[13][14]
- Santo en Operación 67 (Santo in "Operation 67", 1966) (phim màu đầu tiên của Santo)[13][14]
- Santo en el tesoro de Moctezuma (Santo in "The Treasure of Moctezuma", 1967)[13][14]
- Santo en el tesoro de Drácula (Santo in "Dracula's Treasure", 1968) còn gọi là The Vampire and Sex[13][14]
- Santo contra Capulina (Santo vs. Capulina, 1968)[13][14]
- Santo contra Blue Demon en la Atlántida (Santo vs. Blue Demon in Atlantis, 1969)[13][14]
- Santo y Blue Demon contra los monstruos (Santo and Blue Demon vs. the Monsters, 1969)[13][14]
- Santo y Blue Demon en el mundo de los muertos (Santo and Blue Demon in the World of the Dead, 1969)[13][14]
- Santo contra los cazadores de cabezas (Santo vs. the Headhunters, 1969)[13][14]
- Santo frente a la muerte (Santo Faces Death, 1969) còn gọi là Santo vs. the Mafia Killers[13][14]
- Santo contra los jinetes del terror (Santo vs. the Terror Riders, 1970) còn gọi là The Lepers and Sex[13][14]
- Santo en la venganza de las mujeres vampiro (Santo in "The Revenge of the Vampire Women", 1970)[13][14]
- Santo contra la mafia del vicio (Santo vs. the Mafia of Vice, 1970) còn gọi là Mission Sabotage[13][14]
- Santo en la venganza de la momia (Santo in "The Mummy's Revenge", 1970)[13][14]
- Las momias de Guanajuato (The Mummies of Guanajuato, 1970) (đóng chung với Mil Mascaras and Blue Demon)[13][14]
- Santo en el misterio de la perla negra (Santo in "The Mystery of the Black Pearl", 1971) còn gọi là The Caribbean Connection (phát hành ở Tây Ban Nha năm 1971 và ở México năm 1975)[13][14]
- Santo contra la hija de Frankenstein (Santo vs. Frankenstein's Daughter, 1971)[13][14]
- Santo en Misión suicida (Santo in "Suicide Mission", 1971)[13][14]
- Santo contra los asesinos de otros mundos (Santo vs. the Killers from Other Worlds, 1971) còn gọi là Santo vs. the Living Atom[13][14]
- Santo y el tigresa en el aguila real (Santo and the Tigress in "The Royal Eagle", 1971)[13][14]
- Santo y Blue Demon contra Drácula y el Hombre Lobo (Santo and Blue Demon vs. Dracula and the Wolf Man, 1972)[13][14]
- Santo contra los secuestradores (Santo vs. the Kidnappers, 1972)[13][14]
- Santo contra la magia negra (Santo vs. Black Magic, 1972)[13][14]
- Santo y Blue Demon en las bestias del terror (Santo and Blue Demon in "The Beasts of Terror", 1972)[13][14]
- Santo contra las lobas (Santo vs. the She-Wolves, 1972)[13][14]
- Santo en Anónimo mortal (Santo in "Anonymous Death Threat", 1972)[13][14]
- Santo y Blue Demon contra el doctor Frankenstein (Santo and Blue Demon vs. Dr. Frankenstein, 1973)[13][14]
- Santo contra el doctor Muerte (Santo vs. Dr. Death, 1973), còn gọi là Santo Strikes Again, còn gọi là The Masked Man Strikes Again" (one of only four Santo films that was dubbed in English)[13][14]
- Santo en la venganza de la llorona (Santo in "The Revenge of the Crying Woman", 1974) (co-starring boxing champ Mantequilla Napoles)[13][14]
- Santo en Oro negro (Santo in "Black Gold", 1975) còn gọi là La Noche de San Juan[13][14]
- Santo en el Misterio en las Bermudas (Santo in "The Bermuda Mystery", 1977) (đóng chung với Blue Demon và Mil Mascaras)[13][14]
- Santo en la frontera del terror (Santo at the Border of Terror, 1979) còn gọi là Santo vs. the White Shadow[13][14]
- Santo contra el asesino de televisión (Santo vs. the TV Killer, 1981)[13][14]
- Chanoc y el hijo del Santo contra los vampiros asesinos (Chanoc and Son of Santo vs. the Killer Vampires, 1981) (vai phụ)[13][14]
- Santo en el puño de la muerte (Santo in "The Fist of Death", 1982)[13][14]
- Santo en la furia de los karatekas (Santo in "The Fury of the Karate Experts", 1982)[13][14]

## Một số đòn thế nổi bật
- Đòn dứt điểm
  - La de a Caballo (Camel clutch)[3][15]
  - Tope de Cristo (Diving headbutt)[3]
- Đòn đặc trưng
  - Plancha[3]
  - Suicide dive[3]

## Thành tích thi đấu
- Giải thi đấu của Empresa Mundial de Lucha Libre
  - Giải vô địch quốc gia México hạng nhẹ: 1 lần vô địch[16]
  - Giải vô địch quốc gia México hạng trung: 4 lần vô địch[17]
  - Giải vô địch đồng đội quốc gia México: 2 lần vô địch cùng với Rayo de Jalisco, Sr.[18]
  - Giải vô địch quốc gia México hạng bán trung: 2 lần vô địch[19]
  - Giải vô địch thế giới NWA hạng trung: 1 lần vô địch
  - Giải vô địch thế giới NWA hạng bán trung: 2 lần vô địch[20]
- Bảo tàng và Tòa nhà Danh vọng Đô vật chuyên nghiệp: được vinh danh năm 2013[21]
- Giải thưởng Wrestling Observer Newsletter
  - Tòa nhà Danh vọng Wrestling Observer Newsletter: được vinh danh năm 1996[22]